# Gare de Verneuil-l'Étang
Pour les articles homonymes, voir Gare de Verneuil.
La gare de Verneuil-l'Étang est une gare ferroviaire française de la ligne de Paris-Est à Mulhouse-Ville, située sur le territoire de la commune de Verneuil-l'Étang, dans le département de Seine-et-Marne en région Île-de-France.
La station est mise en service le 9 février 1857 par la compagnie des chemins de fer de l'Est, lorsqu'elle ouvre la section de Nogent - Le Perreux à Nangis. C'est aujourd'hui une gare de la Société nationale des chemins de fer français (SNCF) desservie par les trains du réseau Transilien Paris-Est (ligne P).
Verneuil-l'Étang fut autrefois une étoile ferroviaire importante où se croisaient ou aboutissaient trois lignes, la ligne de Paris-Bastille à Marles-en-Brie, la ligne de Paris-Est à Mulhouse-Ville et la ligne de tramway de Verneuil-l'Étang à Melun.

## Situation ferroviaire

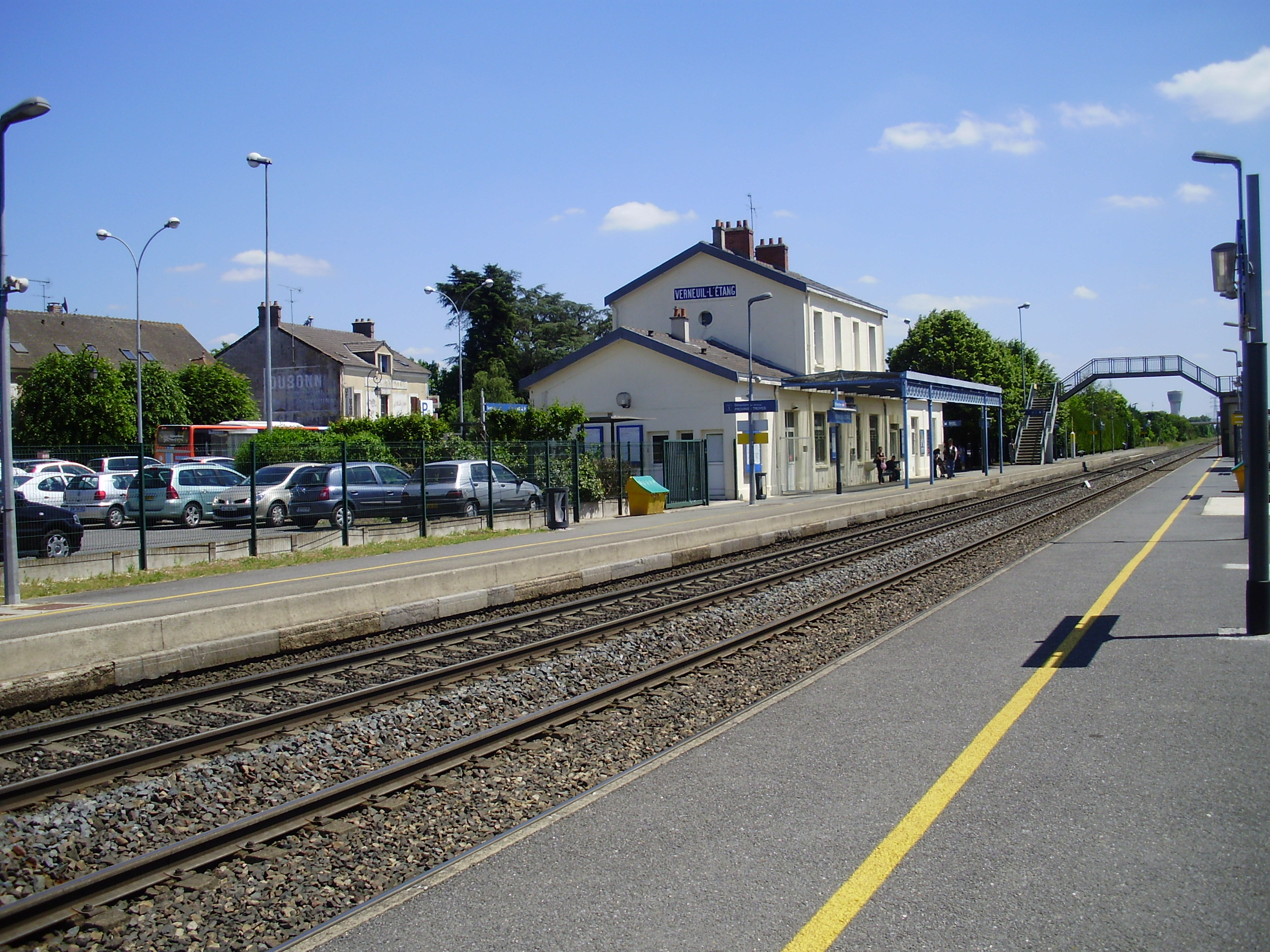
Bâtiment voyageurs, voies et quais.

Établie à 96 mètres d'altitude, la gare de Verneuil-l'Étang est située au point kilométrique (PK) 52,461 de la ligne de Paris-Est à Mulhouse-Ville, entre les gares ouvertes de Gretz-Armainvilliers et de Mormant. Elle est séparée de Gretz-Armainvilliers par les gares aujourd'hui fermées de Villepatour-Presles et d'Ozouer-le-Voulgis.
Ancienne gare de bifurcation, elle est également située sur une partie déclassée, au PK 54,130, de la ligne de Paris-Bastille à Marles-en-Brie, entre les gares fermées de Yèbles - Guignes et de Chaumes.

## Histoire

### Nœud ferroviaire

#### 1853 - 1883: Verneuil-l'Étang sur la ligne Paris-Mulhouse

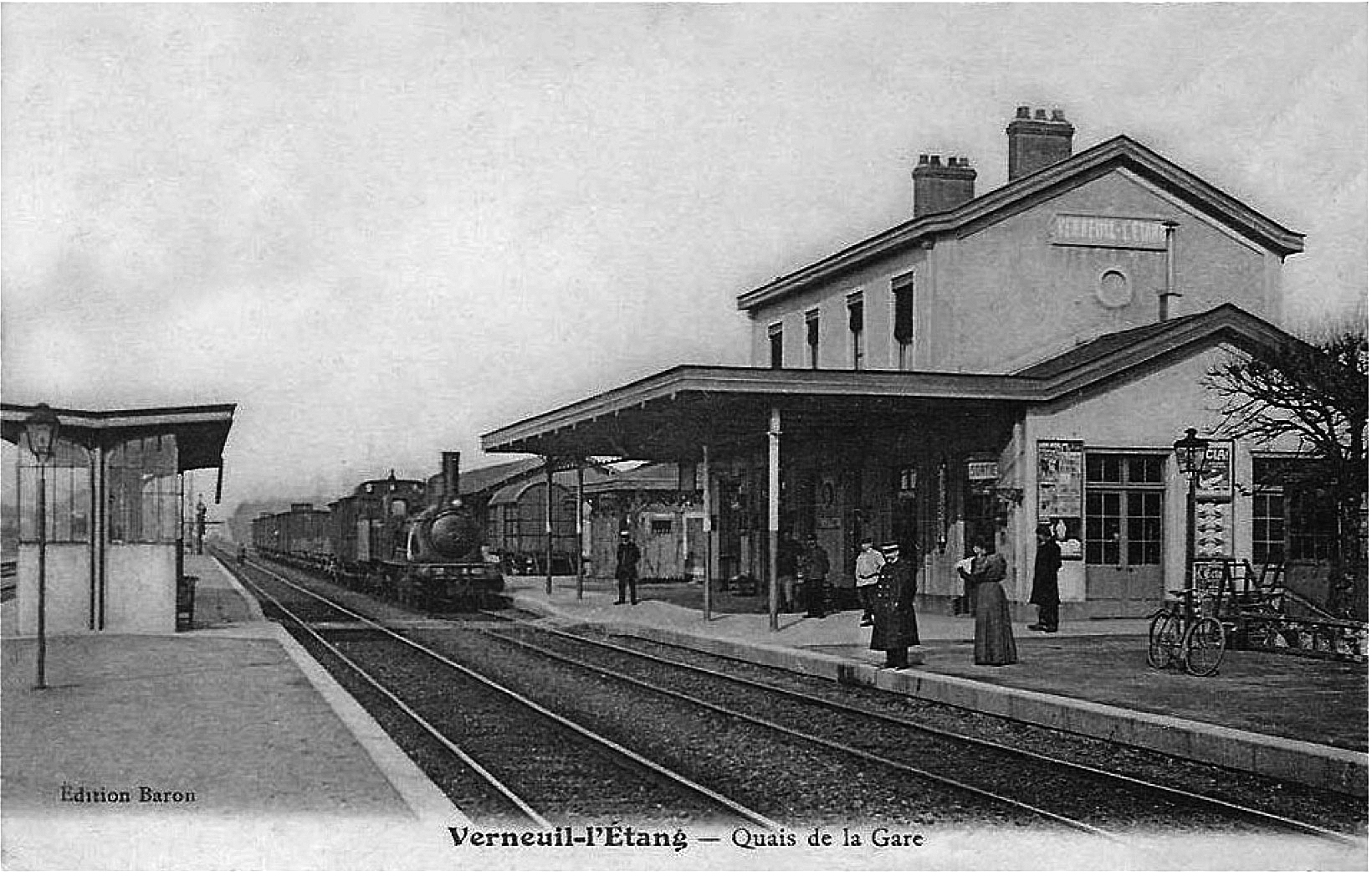
Carte postale ancienne montrant l'arrivée d'un train à vapeur vers 1900.

Lors de la séance du 21 avril 1853, le conseil municipal de Provins a voté à l’unanimité en faveur de la réalisation du projet de ligne vers Mulhouse, et a proposé une subvention de 200 000 francs à condition que le chemin de fer passe par les communes de Coubert, Guignes, Mormant et Nangis. Cette ligne dessert la petite ville de Guignes qui se trouve près de Verneuil-l'Étang. Il s'agit du premier projet de ligne destinée à desservir le village et ses environs. Cependant, le tracé est modifié et la ligne Paris - Mulhouse doit alors desservir la commune de Verneuil.
La commune compte seulement 284 habitants à la veille de la création de la ligne en 1856 contrairement au village de Guignes qui possédait la même année 987 habitants.
La compagnie des chemins de fer de l'Est met en service la station de Verneuil-l'Étang lors de l'ouverture au service commercial, le 9 février 1857, de la section de Nogent - Le Perreux à Nangis. Cette section est ouverte avec une seule voie, la deuxième n'étant mise en service que le 23 avril.
En 1866, le prix des places pour Paris au départ de la station est de 5,30 fr en première classe, 3,90 fr en deuxième classe et 2,70 fr en troisième classe. En 1877, les tarifs passent à 5,80 fr en première classe, 4,25 fr en deuxième classe et 2,95 fr en troisième classe pour une distance de 53 km de la capitale. La même année, grâce à une desserte ferroviaire localement importante, la gare fut un point de correspondances avec des omnibus desservant Andrezel, Champeaux, Chaumes et Guignes, ce qui permettait aux petites communes à proximité d'avoir accès au fer.
La gare s'appelait alors « Verneuil-Chaumes » en raison de la proximité de la gare avec la commune de Chaumes-en-Brie. En 1911, en revanche, sur une fiche horaire Paris - Provins, le nom de la gare est alors Verneuil-l'Étang.

#### 1883 - 1895: Verneuil-l'Étang sur la ligne Vincennes

Plan de la desserte jusqu'à Verneuil-l'Étang de la ligne de Vincennes.

Une loi du 20 novembre 1883 concéda seulement à titre éventuel le prolongement de la ligne de Vincennes, qui se terminait alors à Brie-Comte-Robert, « à un point à déterminer de la ligne de Paris à Belfort ». Verneuil-l'Étang fut choisi comme étant le nouveau terminus de la ligne de Vincennes sur la ligne Paris - Mulhouse. Cette ligne sera raccordée à la gare le 1er juillet 1892. Le Journal officiel du 21 novembre 1883 déclara cependant que la gare de Verneuil ne pourrait pas être desservie entre 10 h du soir et 6 h du matin tant que la recette locale n'aurait pas dépassé 15 000 francs par kilomètre.
Cependant en 1895, la desserte de la gare n'est pas très importante sur cette ligne. Sur les 77 trains qui quittaient chaque jour la gare de la Bastille, seulement neuf d'entre eux allaient jusqu'à la petite commune, le plus important du trafic ne dépassant pas Sucy-en-Brie.

#### 1893 - 1900: Verneuil-l'Étang sur l'embranchement Verneuil - Marles-en-Brie

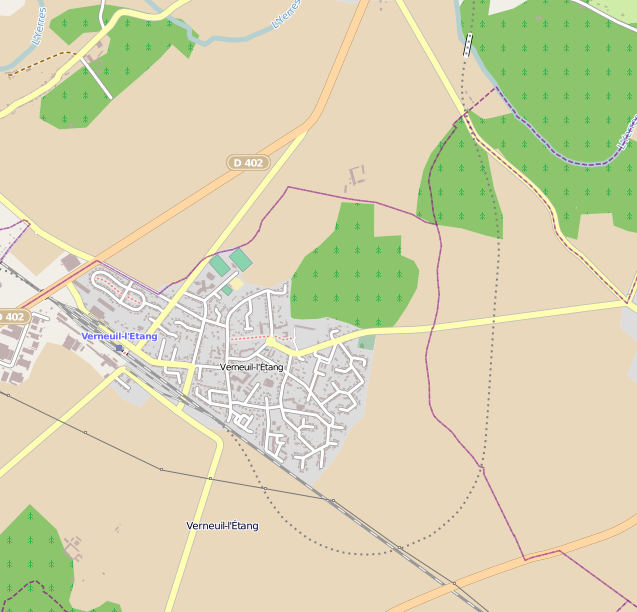
L'embranchement formant un demi-cercle près de la gare.

Le développement de la gare de Verneuil se poursuit. Le 5 juin 1893, un embranchement de la ligne de Vincennes fut ouvert au public de Verneuil-l'Étang à Marles-en-Brie, gare qui était déjà desservie par la ligne de Gretz-Armainvilliers à Sézanne. Cet embranchement desservait aussi les gares de Chaumes-en-Brie et de Fontenay-Trésigny.
Ce prolongement, extrêmement coûteux, de 13,836 km fut surtout créé pour des raisons militaires. Il permettra cependant à la gare de Verneuil-l'Étang d'avoir par le biais de cette ligne accès aux gares de Coulommiers, Sézanne et Esternay, nœuds ferroviaires de l'époque. La ligne contournait la commune par le sud-est en adoptant un tracé de forme semi-circulaire.
La gare était desservie en 1900 sur cet embranchement par huit trains quotidiens dans chaque sens. Le trajet durait 23 minutes.

#### 1900 - 1910: Verneuil-l'Étang sur la ligne Verneuil - Melun

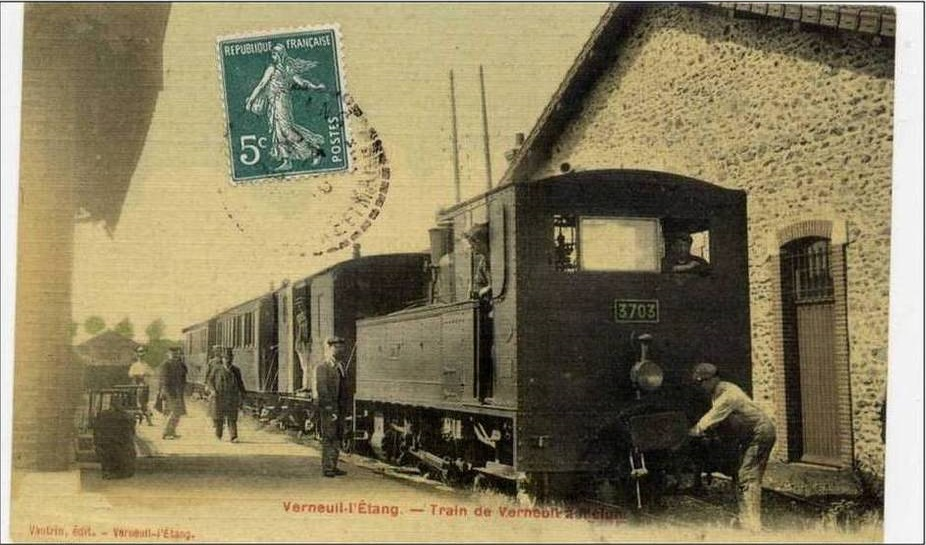
Le tramway à la gare tramway de Verneuil, à côté de la gare grandes lignes, avant 1910.

Durant la fin du XIXe siècle, le chemin de fer se développe en Seine-et-Marne. Les communes de Verneuil-l'Étang et Melun possèdent des gares de grandes lignes. Durant cette période, la réflexion du département se porte sur un moyen de les relier toutes les deux par le fer. En 1900, le Conseil général de Seine-et-Marne décide d'installer un chemin de fer qui les relierait. Les travaux commencent dès octobre 1900 et sont terminés en avril 1901. En avril 1901, le Conseil général assiste à cette inauguration.
La gare de Verneuil-l'Étang est alors desservie par une nouvelle ligne de tramway qui permet de rejoindre les villes de Melun ou Guignes. Les locomotives utilisées sont des 031 T Cail conçues pour circuler avec les cabines en avant.
Trois locomotives assurent les trois allers-retours journaliers, le convoi comportant en général trois voitures. En 1901, le premier aller-retour était prévu aux heures suivantes : Melun départ à 6 h 45 - Verneuil-l'Étang arrivée à 7 h 52, départ à 8 h 30 - Melun arrivée à 9 h 37.

#### 1910 - 1937: Modernisation de la gare

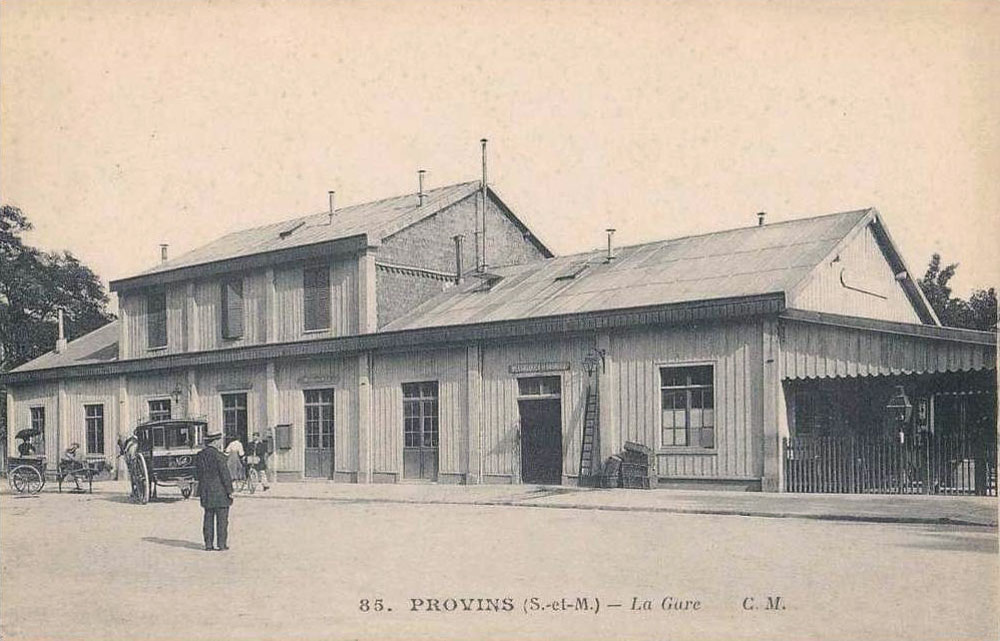
Gare de Provins au début du XXe siècle.

En 1911, la gare comporte une desserte étoffée vers Provins par les lignes de Paris à Mulhouse et de Longueville à Esternay composée de six circulations de Provins à Verneuil.
En janvier 1914, l'une des premières locomotives à marche rapide fut mise en place sur la ligne de Vincennes en gare de Verneuil-l'Étang à titre d'essai. La commune vit ensuite sa desserte améliorée avec l'utilisation de machines neuves, modernes et plus rapides. Les arrêts sont plus rapides car il n'y a désormais plus de prises d'eau ni de services de messageries. Cette modernisation permet également d'essayer de corriger les retards allant régulièrement de 5 à 10 minutes sur ce terminus. À partir de ce moment, la gare accueille des convois de messagerie à raison de quatre trains par jour.
En 1925, la première desserte de la commune sur la ligne de tramway Verneuil - Melun fut modifiée et se situa de 6 h 5 à 7 h 10 ce qui rendit le trajet légèrement plus court.
En 1936, la gare était desservie sur la ligne Paris - Mulhouse par un service de banlieue dont le dernier arrêt est la gare de Longueville. Durant la période d'hiver, à Verneuil-l'Étang, il existe onze allers-retours chaque jour ouvrable. En 1937, la gare était également desservie sur la ligne de Vincennes par un service comportant six allers-retours chaque jour contre huit allers et sept retours une année auparavant. À cette époque, le tarif de Verneuil à Paris-Bastille était en première classe de 16,40 fr et en deuxième classe de 10,70 fr pour un billet simple et en première classe de 23 fr et en deuxième classe de 16 fr pour un aller-retour.

### Gare d'une seule ligne

#### 1934 - 1944: Déclin de la gare
Depuis le début du siècle, la multiplication de l'utilisation des transports routiers entraîna la fermeture de nombreuses lignes secondaires en Seine-et-Marne comme celles des tramways départementaux et la ligne de Flamboin-Gouaix à Montereau ou des tronçons peu fréquentés de lignes comme ceux de la ligne de Gretz-Armainvilliers à Sézanne. De plus, l'arrivée de bus de plus en plus performants donna le coup de grâce à ces petites lignes. En effet, la nouveauté, l'impression de vitesse, le confort, la proximité des arrêts contrairement aux gares qui se situaient souvent très loin des centres-villes, firent qu'une grande partie des voyageurs abandonnèrent le train pour les bus.

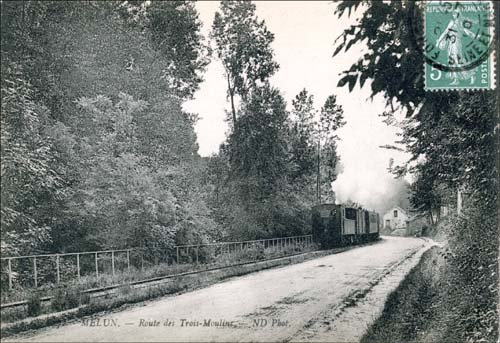
Le tramway près de la gare des Trois-Moulins à Maincy.

La gare de Verneuil-l'Étang va être alors très touchée par ce déclin ferroviaire. La section Verneuil-l'Étang - Marles-en-Brie est déjà fermée depuis plusieurs années, étant trop peu fréquentée par les voyageurs. Le tramway vers Melun est aussi menacé. L'intérêt de la ligne devient de moins en moins important. Les communes desservies ne comptaient pas beaucoup d'habitants. En 1931, Verneuil-l'Étang comptait 744 habitants, 1135 pour Guignes, 313 pour Crisenoy, 200 pour Champdeuil, 221 pour Saint-Germain-Laxis, 214 pour Rubelles, 344 pour Voisenon et 1013 pour Maincy. Seule Melun, à l'époque, comptabilisait 16 356 habitants mais elle disposait de plusieurs lignes plus importantes comme la ligne de Paris-Lyon à Marseille-Saint-Charles qui passait par de grandes gares. La faible utilisation de la ligne de tramway entraîne rapidement sa fermeture : 1934, fermeture du trafic de voyageurs, 1938, fermeture du trafic de fret. Verneuil perd son accès à Melun.
Mais la déchéance de la gare ne s'arrête pas là. Le trafic de la ligne de Vincennes reste très fragile. En effet, la crise économique des années 1930 atteint fortement cette ligne. Les « trains de plaisir » dominicaux disparaissent et le trafic des travailleurs se réduit fortement. En 1936, la compagnie de l'Est ne souhaite plus l'exploiter. En 1938, la nouvelle compagnie de chemins de fer, la SNCF, souhaite également supprimer la desserte et reçoit l'autorisation de fermer le tronçon allant de Boissy-Saint-Léger à Verneuil. Cette fermeture eut lieu le 17 juillet 1939. Cependant des trains continueront à desservir Verneuil jusqu'en avril 1940. En quelques années, la gare de Verneuil a perdu son étoile ferroviaire dont il ne subsiste que la ligne de Paris-Est à Mulhouse-Ville.

#### 1944 - 1946: Bref réveil de la gare

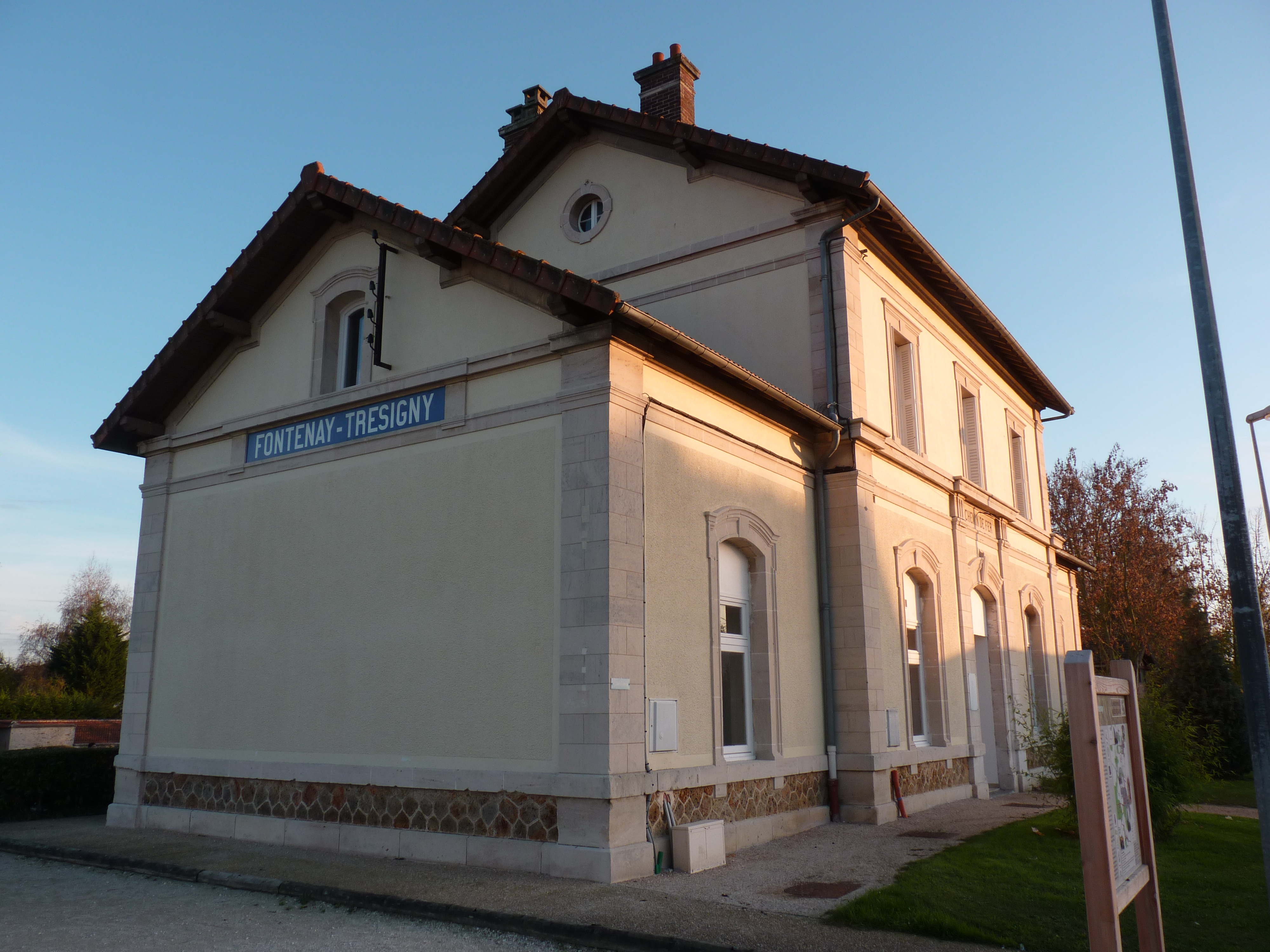
Gare de Fontenay-Trésigny issue de l'embranchement de Marles-en-Brie.

Toutefois, le déclenchement de la Seconde Guerre mondiale provoque un retour provisoire du trafic. L’automobile semble disparaître en Europe durant la Seconde Guerre mondiale. Elle s'efface du paysage urbain pour laisser place essentiellement aux vélos et vélos-taxis. Cette période de privation qui caractérise l’Occupation oblige les conducteurs à laisser leur automobile au garage. L’essence manque – dans la banlieue parisienne, seule une station sur cinquante propose de l'essence – et seules les Traction Avant de la Police et de la Gestapo ont les moyens de rouler.
Le tronçon Boissy-Saint-Léger à Verneuil-l’Étang est même rouvert un temps au trafic, avec quelques trains par jour. La ligne connaît du printemps 1944 à l’hiver 1946 un dernier sursaut, avec le déroutement par Verneuil-l'Étang de trains grande ligne pour Châlons-sur-Marne, Sézanne ou Troyes, du fait des travaux de restauration du viaduc de Nogent et d'autres portions de la ligne, bombardés par les Alliés et sabotés par les troupes allemandes en retraite. Entre décembre 1946 et mai 1947, des trains desserviront la ligne au-delà de Verneuil-l'Étang jusqu'à Marles-en-Brie, section fermée depuis plusieurs années.

#### 1946 - 1999: Dépose des lignes

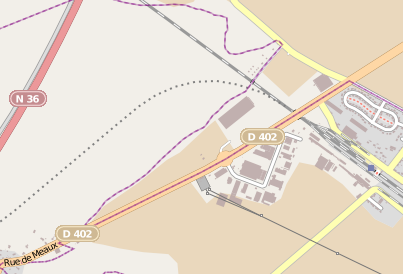
La ligne de Vincennes, en pointillés, en partant de Verneuil.

Après la fin de la Seconde Guerre mondiale, le trafic routier reprend et Verneuil-l'Étang perd de nouveau sa desserte vers Paris-Bastille. Le tronçon entre Brie-Comte-Robert et Verneuil-l'Étang est fermé au trafic voyageurs en 1947, puis le 18 mai 1953, le tronçon de Boissy-Saint-Léger à Brie-Comte-Robert est à son tour fermé aux voyageurs. L’activité de cette section est dès lors limitée au trafic de marchandises, avec passage en voie unique en 1963-1964.
Par la suite, en 1951, la ligne de Verneuil à Melun est déposée laissant très peu de chances à une réouverture.
Cependant, un trafic marchandises irrégulier continua jusqu’au milieu des années 1980 sur une petite portion briarde de la ligne, entre Coubert et Verneuil-l'Étang, pour le compte d’une usine fabriquant des éléments en béton. À la suite de la fermeture de l'usine, la liaison fut stoppée et la voie déposée jusqu'à Yèbles. Au début des années 1990, le tronçon restant long de trois kilomètres entre les gares de Yèbles et Verneuil-l'Étang, encore utilisé épisodiquement pour le transport de ferraille par un locotracteur tractant quelques wagons, fut fermé à son tour et la voie simplement laissée à l'abandon par la SNCF, sans être déposée ; les rails subsistent partiellement en 2014. Cet événement ainsi que, dans le cadre de l’interconnexion Est, la création des TGV sud-est empruntant désormais l’ancien tracé de la ligne de Vincennes en gare de Villecresnes, laissent peu d'espoirs pour une réouverture de ce tronçon de la ligne de Vincennes aménagé en voie verte, le Chemin des Roses de Santeny à Yèbles.

#### 1999 - 2007: Stagnation de la gare

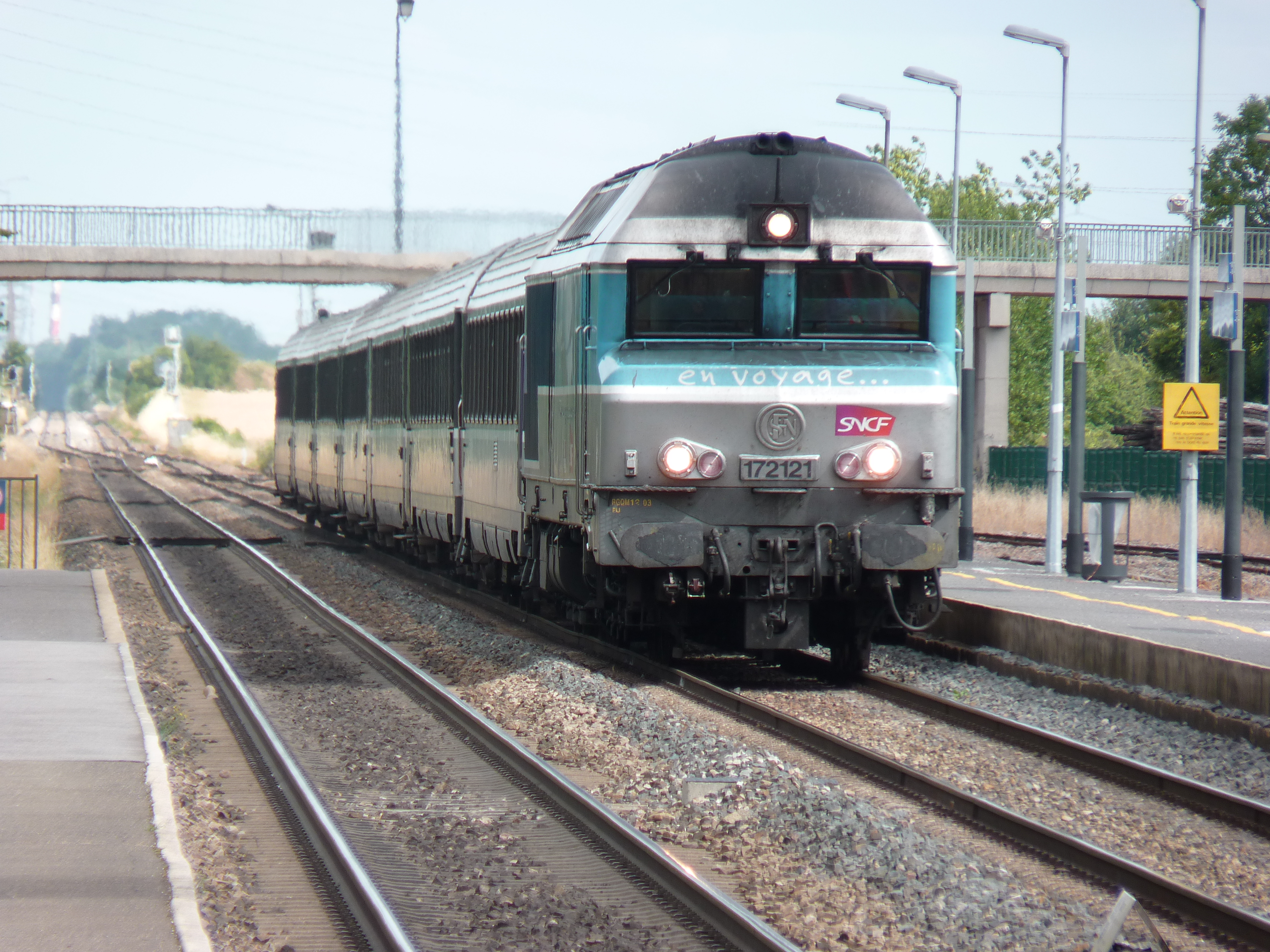
Train Intercités vers Troyes qui auparavant faisait halte à la gare.

En 1999, le label Transilien est créé et intègre la gare de Verneuil-l'Étang à la ligne P. Entre 2000 et 2008, la desserte de la commune reste malcommode. Dès 2001, les voyageurs sont très mécontents des retards de la ligne ainsi que du « convoi » polluant.
Entre 2002 et 2003, de Verneuil-l'étang, les voyageurs pouvaient aller à Provins mais également à Troyes, relation directe supprimée. Ces omnibus ne faisaient seulement qu'une desserte par jour. Entre 2000 et 2008, la desserte de Verneuil-l'Étang à Provins reste malcommode.
En 2003, une nouvelle rame rénovée est mise en place mais en avril, un convoi de 20 h 12 est parti avec quarante-cinq minutes de retard ce qui a provoqué la colère des usagers. Ils créent alors une association, baptisée avec humour « RaslebolSncf », pour protester contre la dégradation des conditions de transports. En 2004, les usagers posent un ultimatum : « Si nous n'obtenons pas de train de remplacement en cas de panne, nous tirerons systématiquement le signal d'alarme d'un Corail grandes lignes ! ». L'électrification prévue entre 2006 et 2007, ne fut pas réalisée et fut abandonnée en 2004.

#### À partir de 2007: Modernisation
La multiplication des plaintes des voyageurs de Verneuil incite la SNCF à effectuer de nombreuses modifications. Longtemps assurée par des éléments automoteurs doubles (EAD), la desserte de la gare a été reprise en 2004 par des RIB/RIO tractées par des BB 67400.

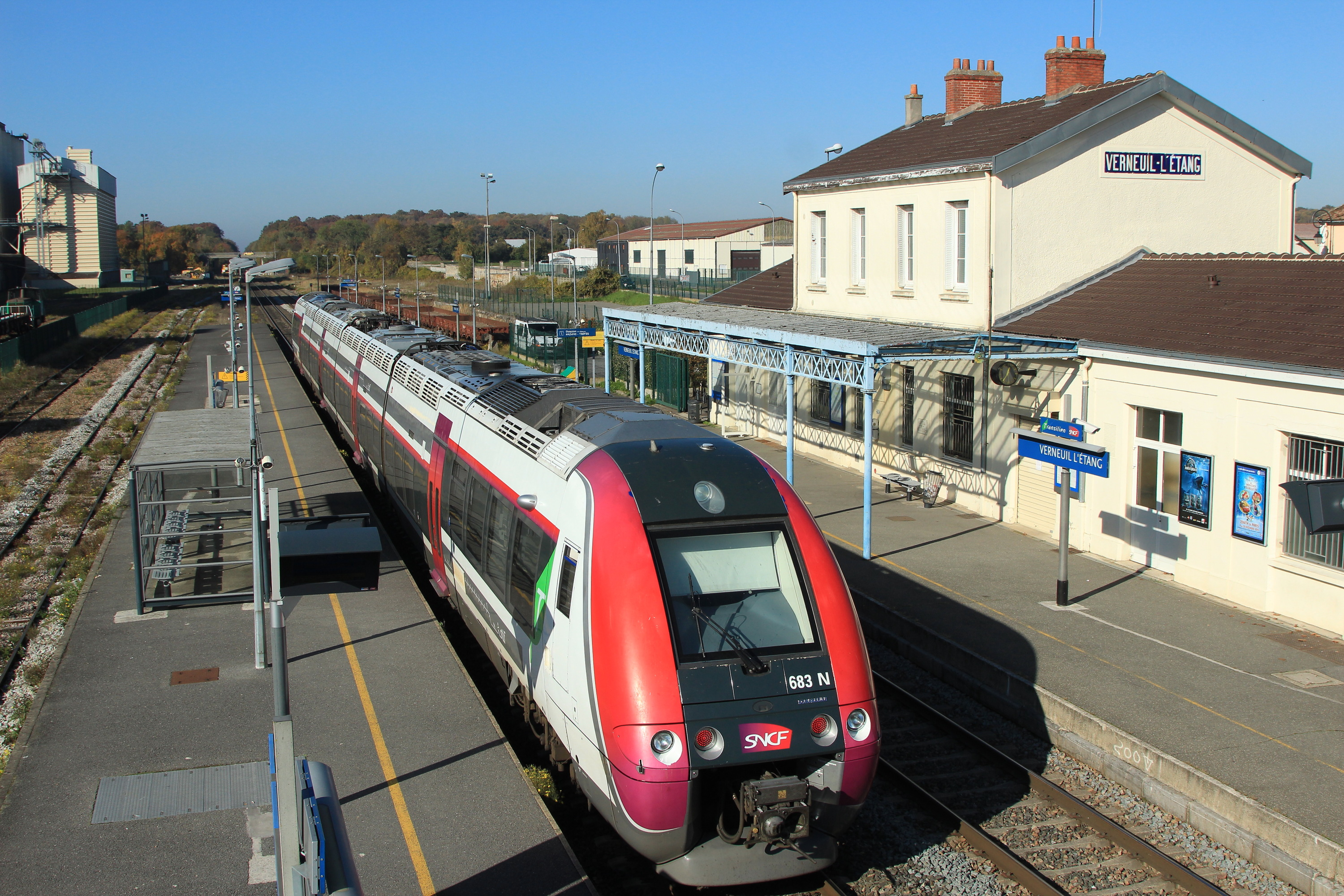
Rame « bibi » redémarrant de la gare, et se rendant à Paris-Est.

Depuis le 2 février 2008, ces rames vieillissantes sont progressivement remplacées par des automoteurs bi-mode B 82500, dits « Bibi ». Ce changement de rames amorce la fin du déclin de la gare commencée peu avant la Seconde Guerre mondiale.
Depuis le 13 décembre 2009, la desserte de Verneuil sur la relation Paris - Provins est cadencée, toute l'année, à la demi-heure aux heures de pointe et à l'heure aux heures creuses et le week-end, permettant la circulation de trente-trois trains supplémentaires par semaine dans la gare. Tous les trains partent et aboutissent à Paris-Est et sont rendus directs depuis ou jusqu'à Verneuil-l'Étang, à la suite du prolongement des navettes Gretz-Armainvilliers - Provins et à la suppression de la desserte de la gare de Gretz-Armainvilliers. Pour les Provinois, le gain de temps est d'environ dix minutes.
Le 1er juillet 2011, la gare est reclassée en zone 5 à la suite de la suppression de la zone 6.
En 2017, la SNCF estime la fréquentation annuelle de cette gare à 567 163 voyageurs, contre 567 210 en 2016.

## Services voyageurs

### Accueil
Gare SNCF, elle dispose d'un bâtiment voyageurs avec un guichet, doté de boucles magnétiques pour personnes malentendantes, ouvert tous les jours du lundi au vendredi de 5 h 45 à 20 h 35, les samedis de 6 h à 20 h 30, les dimanches et fêtes de 7 h à 20 h.
Des distributeurs automatiques de billets Transilien sont disponibles devant le bâtiment qui est équipé de trois bornes de validation des cartes et tickets. À l'intérieur de la gare, pour que les utilisateurs de la ligne patientent, des bancs sont à leur disposition, avec de nombreuses brochures, ainsi qu'un distributeur automatique de boissons et de nourritures.
La gare dispose de trois parkings (respectivement de 51, 54 et 59 places) ainsi qu'un abri pour vélos.
La gare de Verneuil-l'Étang propose tous les mardis des « paniers fraîcheur » composés de fruits et légumes, présentés dans des stands, grâce à l'association de la SNCF (Transilien) et des Chambres d’agriculture d’Île-de-France et de Seine-et-Marne.

### Desserte
La gare est desservie par les trains de la ligne P du Transilien (réseau Paris-Est) assurant la relation Paris-Est - Provins. Les trains de cette ligne desservent, entre autres, les communes de Provins, Poigny, Sainte-Colombe, Longueville, Nangis, Mormant et Paris. En semaine, les trains arrivent dans la gare de 7 h 18 à 23 h 18 depuis Paris et les trains en partent de 7 h 58 à 23 h 32 depuis Provins. La fréquence des circulations est d'un train toutes les 30 minutes durant les heures de pointe, sinon d'un train toutes les heures.

### Intermodalité

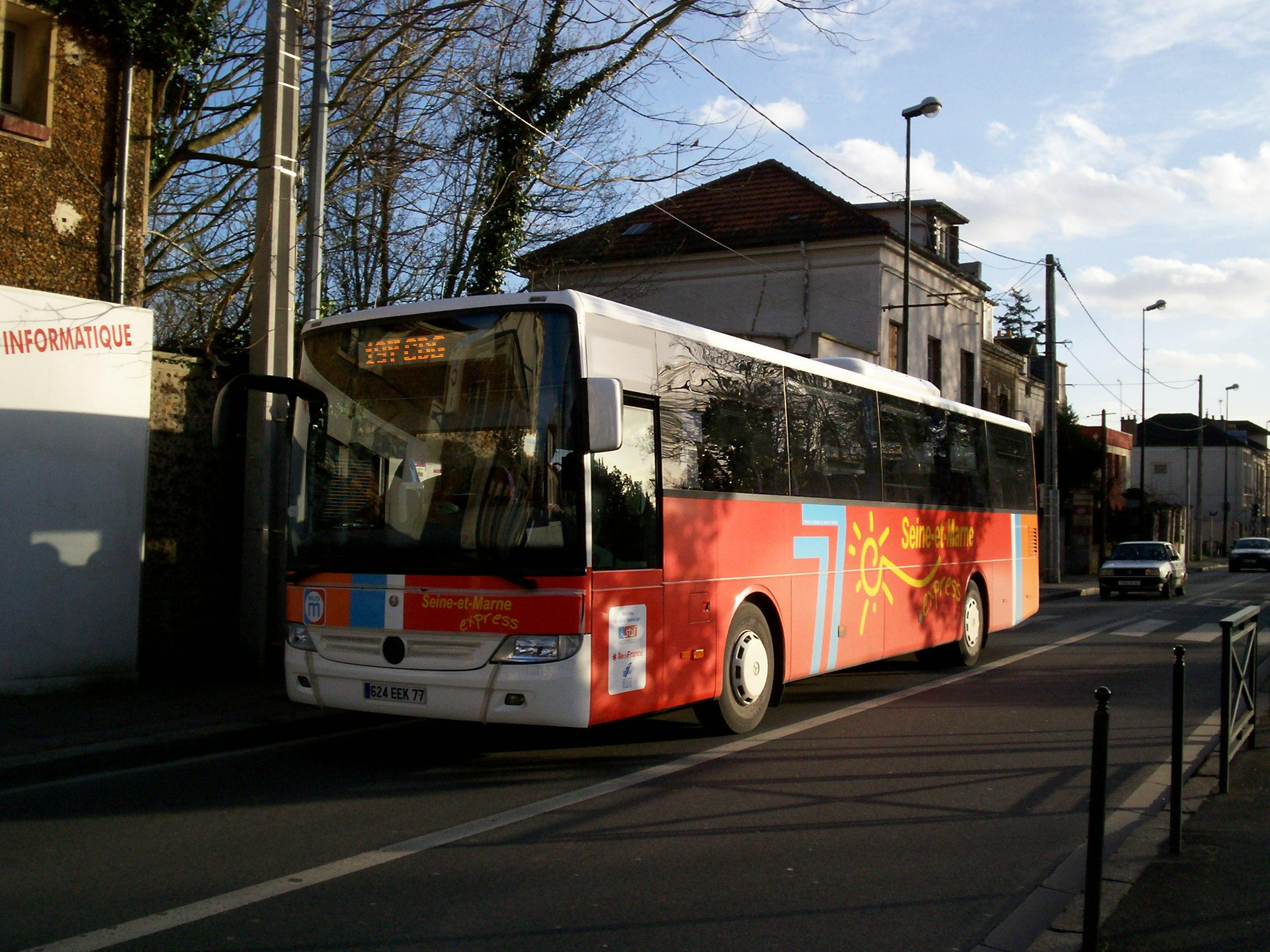
Bus Seine-et-Marne Express.

Des parkings pour les véhicules sont aménagés à proximité. La gare est desservie par les lignes 3120, 3121 et 3134 du réseau de bus du Pays Briard et par la ligne 01 du réseau de bus Brie et 2 Morin.

## Service des marchandises
Cette gare est ouverte au service du fret.

## Urbanisme

### Situation géographique

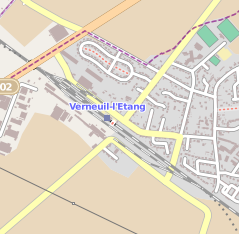
La gare est indiquée par le carré avec une grande partie de la commune.

La gare de Verneuil-l'Étang se trouve à l'est de la commune. Elle est située à proximité du centre-ville, distant de 900 mètres, et de la zone industrielle. La rue de la Gare et la rue Pasteur passent par la gare.

### Impact sur la ville

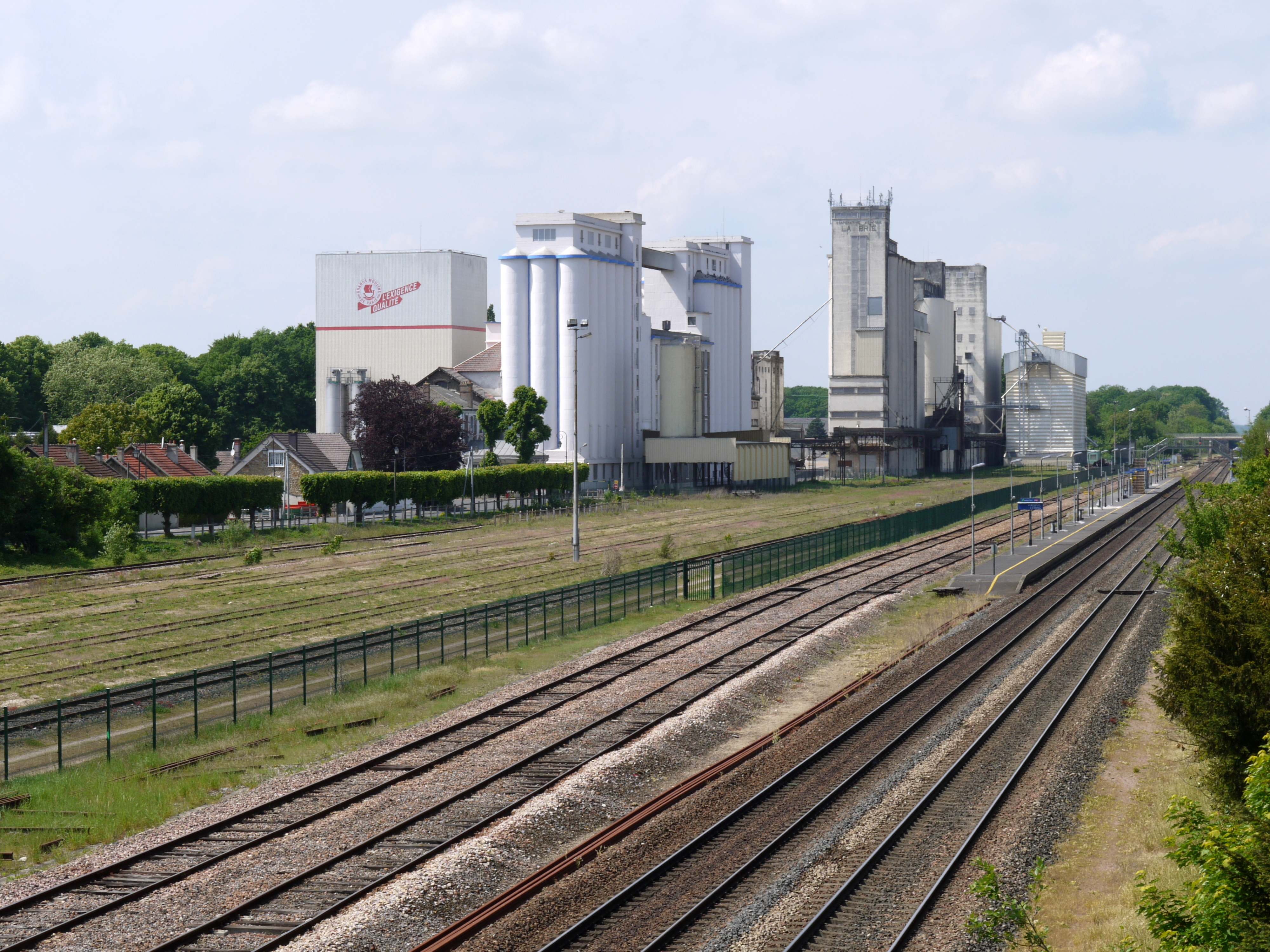
Silos à grains près de la gare.

À l'époque de la construction de la gare, en 1857, la commune était encore un petit village de 284 habitants. Ensuite, la commune va s'agrandir. En 1891, à la veille de la desserte par la ligne de Vincennes, Verneuil-l'Étang atteignait 527 habitants. En 1931, à l'apogée de la gare, le nombre d'âmes du village s'élevait à 744 habitants. En 1999, elle passe à 3 135 habitants alors, qu'auparavant, la démographie stagnait.
Autour de la gare, une zone industrielle s'est développée. Les Grands Moulins de Paris disposent d'une minoterie desservie par la voie ferroviaire. Il y a presque une vingtaine d'entreprises proches de la gare, la plupart étant des sociétés agricoles.

## Projets

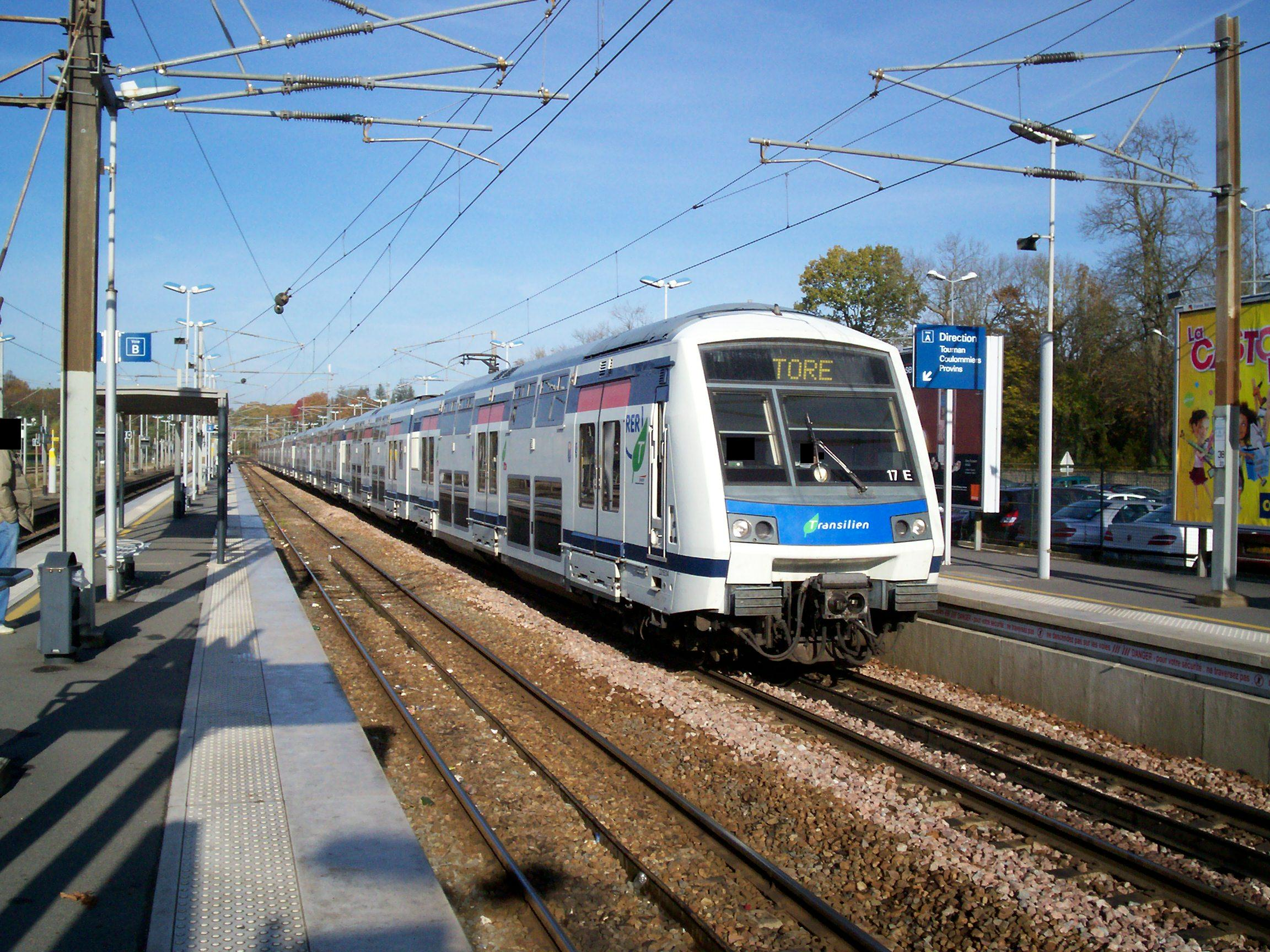
Rame Z 22500 en gare de Gretz-Armainvilliers où s'arrête, pour le moment, l'électrification (vers Longueville et Provins).

Un projet d'électrification entre la gare de Gretz et la gare de Troyes est prévu pour les objectifs de service 2015 - 2030 de la SNCF. La ligne serait électrifiée avec la partie Gretz-Armainvilliers - Troyes de la ligne Paris - Mulhouse. Cette opération est inscrite partiellement aux CPER des régions Champagne-Ardenne et Île-de-France. Les objectifs de ce projet sont la modernisation et l'amélioration de la qualité de l’offre sur les relations Paris – Provins (et Paris – Troyes).
La SNCF compte aussi installer des écrans du système d'informations Infogare de la gare de Verneuil-l'Étang à la gare de Provins ainsi que dans l'ensemble des gares Transilien P.

## Au cinéma
Dans le film d'Yves Robert, Bébert et l'Omnibus, sorti en 1963, l'acteur Pierre Mondy y joue le rôle du chef de gare de Verneuil-l'Étang, où des scènes ont été tournées.

## Galerie de photos

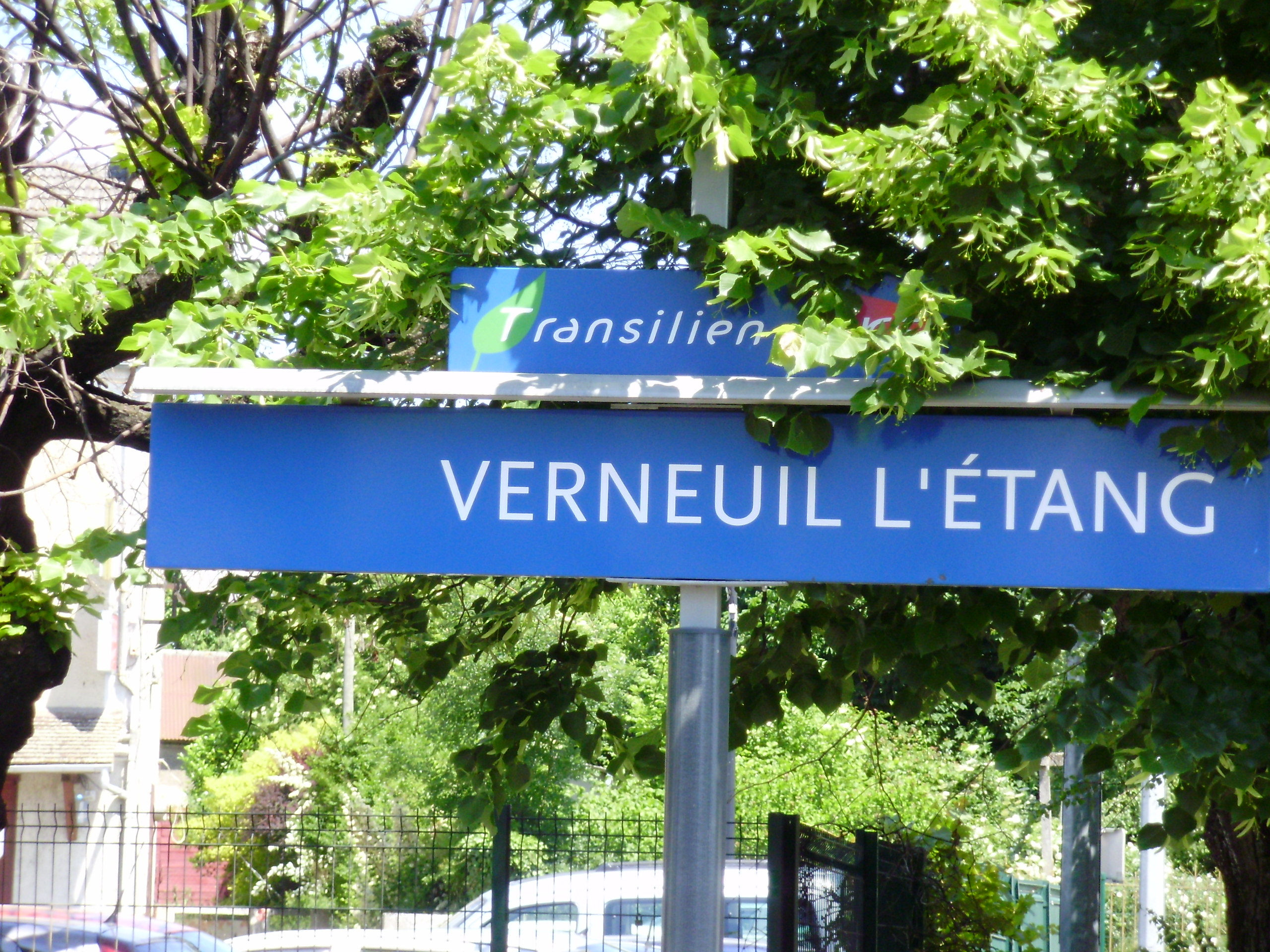
Panneau indicateur de quai.
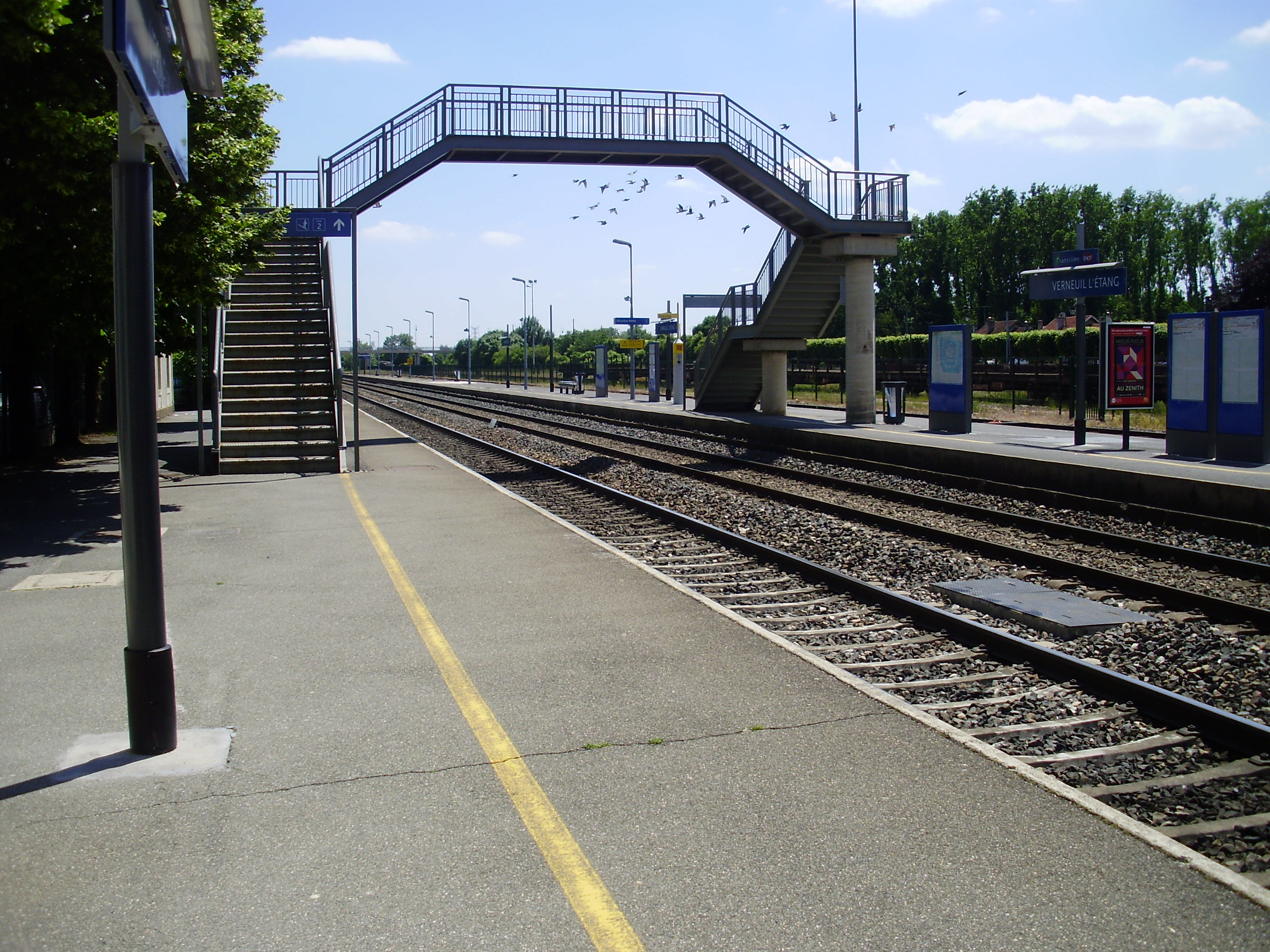
Les voies et la passerelle pour passer d'un quai à l'autre.
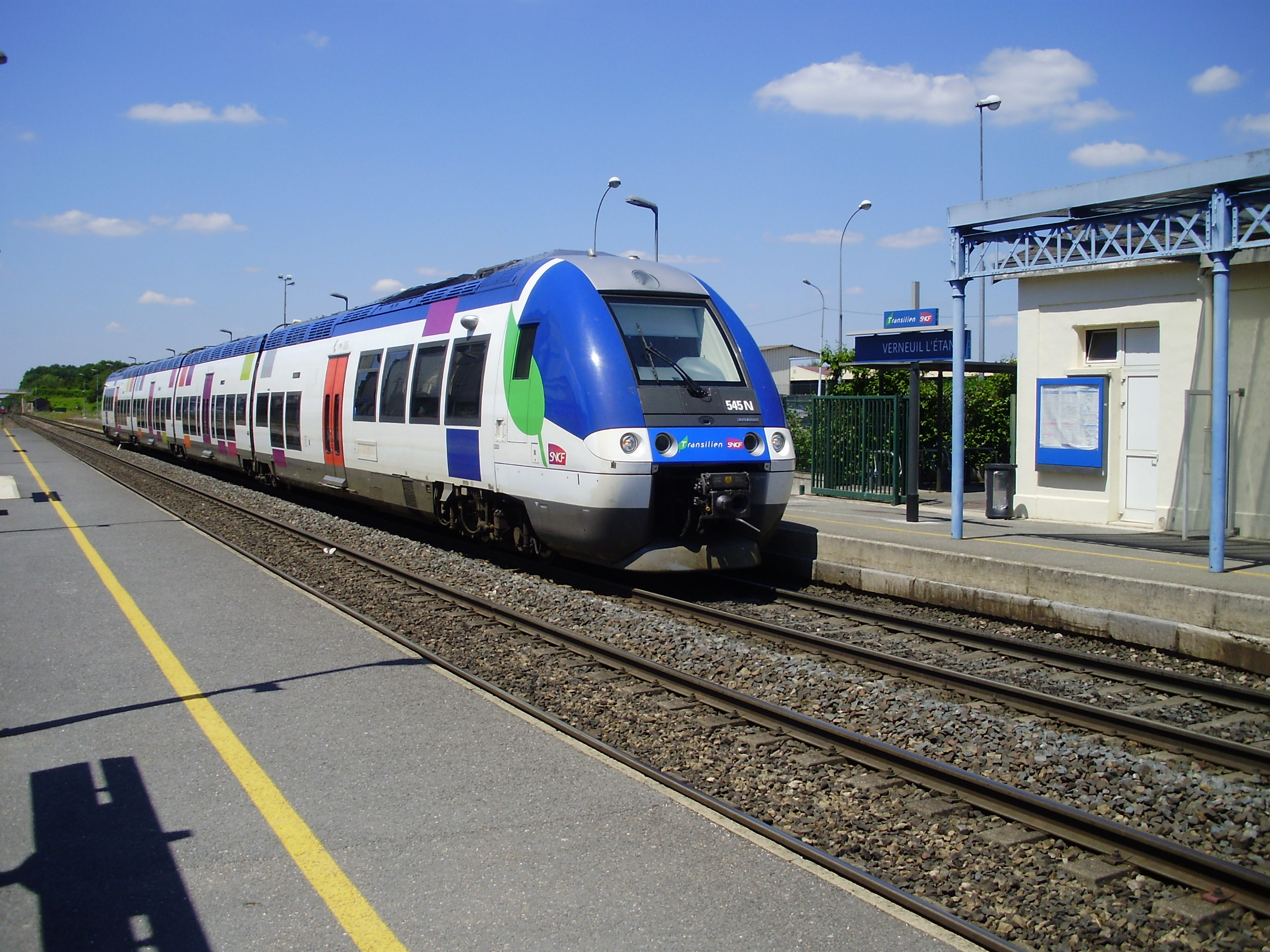
Rame Transilien arrivant de Paris.